# Ariamnes poele
Ariamnes poele är en spindelart som beskrevs av Gillespie och Rivera 2007. Ariamnes poele ingår i släktet Ariamnes och familjen klotspindlar. Inga underarter finns listade i Catalogue of Life.